# Медресе Шейбани-хана
Медресе Шейбани-хана (Медресеи хан) (узб. Shayboniyxon madrasasi) — утраченное здание медресе в Самарканде (Узбекистан), начатое возводится в 1504 году на средства и по приказу узбекского правителя Мухаммеда Шейбани (1500—1510). 
Двухэтажное медресе Шейбани-хана состояло в нетрадиционном парном приёме кош, но было в смежном расположении с медресе Ханийя (медресе Михр-Султан-ханым), объединяясь с ним общим монументальным пештаком.
Медресе разрушено в XVIII веке, восстановлено узбекским правителем Шахмурадом (1785—1800), снесена часть — в 1874 году, окончательно уничтожено — в годы Советской власти в середине XX века.

## История
Мухаммед Шейбани в начале XVI века в своей столице — Самарканде приказал построить большое медресе, где позже сам стал принимать участие в научных и религиозных диспутах. Первое датированное известие о медресе Шейбани-хана относится к 1504 году. Мухаммед Салих писал, что Шейбани-хан построил в Самарканде медресе для увековечения памяти о своем брате Махмуд-султане. Фазлаллах ибн Рузбихан относительно медресе пишет, что строительство здания медресе с худжрами и двором было завершено к 1509 году.
После гибели Мухаммеда Шейбани в битве при Мерве в 1510 году, труп его был привезён в Самарканд и погребён в ещё незаконченном медресе, на высокой дахме из серого мрамора, воздвигнутой посредине двора. Строительство было продолжено сыном хана Мухаммедом Тимур-султаном и после кончины последнего в 1514 году, завершила постройку его вдова Михр-Султан-ханым, по распоряжению которой была также расширена дахма, послужившая местом погребения самаркандских представителей Шейбанидов. Одновременно, рядом с медресе Шейбани-хана, с северной стороны построено было второе медресе, названное в честь строительницы Ханийя. Между ними высился огромный пештак, облицованный изразцами, отливавшими золотом и лазурью.
В XVII веке в медресе был произведён ремонт под руководством аталыка Мухаммада Надир-бия. В XVIII веке оба медресе разрушены. В последней четверти XVIII века медресе Шейбани-хана, известное под названием Медресеи хан, было восстановлено узбекским правителем Шахмурадом (1785—1800).
После захвата и присоединение Самарканда к Российской империи, в 1874 году часть медресе была снесена, дахма Шейбанидов перенесена на другое место.
Остатки медресе окончательно уничтожены в советскую эпоху, в середине XX века.

## Библиотека медресе Шейбани-хана
При медресе Шейбани-хана имелась библиотека. Функции библиотекаря, обязанности по выдаче книг, по их реставрации, приобретению в библиотеку новых книг, а также освидетельствование их печатью с именем учредителя вакфа описывается в одном из вакфных документов.

## Архитектура
Медресе было двухэтажным имело крупные размеры. Включало в себя обширный двор, обведённый худжрами. Грандиозные масштабы и роскошь самаркандских построек времён Амира Тимура и Тимуридов вызывали у Шейбанидов дух своеобразного соревнования.
Фазлаллах ибн Рузбихан в «Михман-намеи Бухара», выражает свое восхищение величественным зданием медресе, его золоченым кровом, высокими худжрами, просторным двором и приводит стих, восхваляющий медресе. А Зайн ад-дин Васифи, побывавший в медресе Шейбани-хана несколькими годами позже, писал в своих мемуарах, что веранда, зала и двор медресе просторные и великолепные.